# 全国城郭存廃ノ処分並兵営地等撰定方
全国城郭存廃ノ処分並兵営地等撰定方（ぜんこくじょうかくそんぱいのしょぶんならびにへいえいちとうせんていかた）は、1873年（明治6年）1月14日に明治政府において、太政官から陸軍省に発せられた太政官達「全国ノ城廓陣屋等存廃ヲ定メ存置ノ地所建物木石等陸軍省ニ管轄セシム」の件および、同じく大蔵省に発せられた太政官達「全国ノ城廓陣屋等存廃ヲ定メ廃止ノ地所建物木石等大蔵省ニ処分セシム」の件の総称。陸軍が軍用として使用する城郭陣屋と、大蔵省に引渡し売却用財産として処分する城郭陣屋に区分された。単に「廃城令」、「城郭取壊令」または「存城廃城令」と略されて使用されている場合が多い。

## 概要

### 「存城」「廃城」の意味
太政官から達として陸軍省および大蔵省に発せられた文書で、今まで全国の城郭の土地建物については、陸軍省所管財産であったが、今後陸軍が軍用の財産として残す部分については存城処分、すなわち引き続き陸軍省所管の行政財産とするも、それ以外については廃城処分、すなわち大蔵省所管の普通財産に所管換えし、大蔵省において処分すべきものとした。
この場合の存城処分＝陸軍省行政財産とは旧城郭陣屋を、現在の概念である「文化財」として土地や建造物を保存しようとするものではなく、陸軍の兵営地等として旧来の城郭建造物、石垣、樹木等を整理すべしとしたものである。その後、陸軍の兵営地とする目的で城郭建造物がすべて取り壊された若松城の例がある一方、一部の建造物が取り壊され、陸軍施設が設置されたが、天守等の主要な建造物やほとんどの遺構が現存し、国宝、特別史跡になっている姫路城の例がある。例外的に、存城処分として陸軍用地となった城郭であっても、彦根城のように、明治政府の特例政策として城郭の土地と建造物が保存され、国宝、特別史跡となっているものもある。
また、廃城処分とは大蔵省の普通財産に所管換えし、地方団体や学校敷地等として売却するための用地となったものである。全国のほとんどの城郭陣屋の建造物が取り壊され、土地は払下げられた。ただし、犬山城や松本城のように、建造物が売却、取壊しの対象になったが、それぞれの理由により現存し、国宝、史跡になっているものもある。

### 後に行われた明治23年の不用「存城」払下
後に、1890年（明治23年）になって、陸軍省用地としたものの不用になった城郭である土地が、元藩主や地方団体に限り、公売によらず相当対価をもって払い下げられることもあった。「旧城主は祖先以来数百年間伝来の縁故により、これを払い渡し旧形を保存し、後世に伝えるなら歴史上の沿革を示す一端となり好都合である」ことを理由とした。「史跡としての文化財保護」のさきがけといえるが、史跡の法的な保護制度は、1919年（大正8年）制定の史蹟名勝天然紀念物保存法を待たなければならない。

## 文書の内容
「全国城郭及び軍事に関係する土地建物は、これまで陸軍省の所轄であったが、このたび、別冊一号のとおり、陸軍が必要とする分について改めて陸軍省所轄を仰せ付けられ、その残り第二号の旧来の城郭陣屋等は廃されたので、付属の建物木石に至るまですべて大蔵省に引き渡すので、陸軍省より受け取ったうえ、処分すべし」と、全国の城郭陣屋が陸軍省所管の行政財産と大蔵省所管の普通財産に振り分けられた。

## 存城廃城の処分リスト
太字城は天守や御殿が現存するもの。 斜体城 は天守等の主要な建造物が第二次世界大戦で焼失したもの。
| 国名 | 軍管     | 第一号 存城 ○印ハ新築可相成分 | 第二号 廃城                                                                          |
| ---- | -------- | ----------------------------- | ------------------------------------------------------------------------------------ |
| 山城 | 第四軍管 | 二条城                        | 淀城                                                                                 |
| 大和 | 第四軍管 | （空白）                      | 郡山城、高取城、柳生陣屋、小泉陣屋、田原本陣屋、柳本陣屋、芝村陣屋、櫛羅陣屋         |
| 河内 | （空白） | （空白）                      | 狭山陣屋、丹南陣屋                                                                   |
| 和泉 | （空白） | （空白）                      | 岸和田城、伯太陣屋 、吉見陣屋                                                        |
| 摂津 | 第四軍管 | 大坂城、○兵庫                 | 尼崎城、高槻城 、三田陣屋 、麻田陣屋                                                 |
| 伊賀 | （空白） | （空白）                      | 伊賀上野城                                                                           |
| 伊勢 | 第四軍管 | 津城                          | 長島城、桑名城、亀山城 、神戸城、松坂城、田丸城、菰野陣屋、久居陣屋                  |
| 志摩 | （空白） | （空白）                      | 鳥羽城                                                                               |
| 尾張 | 第三軍管 | 名古屋城                      | 犬山城                                                                               |
| 三河 | 第三軍管 | 豊橋城                        | 岡崎城、挙母城 、刈谷城 、西尾城、田原城                                             |
| 遠江 | （空白） | （空白）                      | 浜松城、横須賀城 、掛川城                                                            |
| 駿河 | 第一軍管 | 静岡城                        | 沼津城、田中城                                                                       |
| 甲斐 | 第一軍管 | 山梨城                        | （空白）                                                                             |
| 伊豆 | （空白） | （空白）                      | （空白）                                                                             |
| 相模 | 第一軍管 | 小田原城                      | （空白）                                                                             |
| 武蔵 | 第一軍管 | 東京城                        | 岩槻城、忍城                                                                         |
| 安房 | （空白） | （空白）                      | （空白）                                                                             |
| 上総 | 第一軍管 | ○木更津                       | 大多喜城、久留里城、佐貫城                                                           |
| 下総 | 第一軍管 | 佐倉城                        | 結城城、古河城、関宿城                                                               |
| 常陸 | 第一軍管 | 水戸城                        | 土浦城、下館城、松岡城、笠間城                                                       |
| 近江 | 第四軍管 | 彦根城、○大津                 | 膳所城、水口城、西大路陣屋、山上陣屋、大溝陣屋、宮川陣屋                             |
| 美濃 | 第三軍管 | ○岐阜                         | 大垣城、加納城、岩村城、郡上八幡城、苗木城、高須陣屋、野村陣屋                       |
| 飛騨 | （空白） | （空白）                      | （空白）                                                                             |
| 信濃 | （空白） | （空白）                      | 須坂陣屋、松代城、小諸城、岩村田陣屋、龍岡城、高島城、高遠城、飯田城、松本城         |
| 上野 | 第一軍管 | 高崎城                        | 館林城、安中城、沼田城、岩櫃城、伊勢崎陣屋、小幡陣屋、七日市陣屋                     |
| 下野 | 第一軍管 | 宇都宮城                      | 烏山城、黒羽城、大田原城                                                             |
| 磐城 | 第二軍管 | 白河城                        | 平城、湯長谷陣屋、棚倉城、守山陣屋、泉陣屋、三春城、坂元城、小堤城                   |
| 岩代 | 第二軍管 | 若松城                        | 二本松城、白石城、角田城、船岡城、福島城                                             |
| 陸前 | 第二軍管 | 仙台城、○水沢                 | 岩出山城、岩沼城、涌谷城、高清水城                                                   |
| 陸中 | 第二軍管 | 盛岡城                        | 一関城、岩谷堂城、金ヶ崎城、宮津、花巻城                                             |
| 陸奥 | 第二軍管 | ○青森                         | 八戸城、七戸城、黒石陣屋                                                             |
| 羽前 | 第二軍管 | 山形城                        | 大泉城、新庄城、上山城、天童陣屋、米沢城                                             |
| 羽後 | 第二軍管 | 秋田城                        | 酒田城、本荘城、亀田陣屋、矢島陣屋、岩崎陣屋、大館城、横手城、松嶺城                 |
| 若狭 | （空白） | （空白）                      | 小浜城                                                                               |
| 越前 | 第三軍管 | 福井城、○敦賀                 | 大野城、勝山城、丸岡城、鯖江陣屋                                                     |
| 加賀 | 第三軍管 | 金沢城                        | 大聖寺城                                                                             |
| 能登 | 第三軍管 | ○七尾                         | （空白）                                                                             |
| 越中 | （空白） | （空白）                      | 富山城                                                                               |
| 越後 | 第一軍管 | ○新潟、新発田城、高田城       | 三日市陣屋、黒川陣屋、上山藩七日市陣屋、峰岡陣屋、村松城、与板城、椎谷陣屋、清崎陣屋 |
| 佐渡 | （空白） | （空白）                      | 相川陣屋                                                                             |
| 丹波 | （空白） | （空白）                      | 柏原陣屋、篠山城、福知山城、綾部陣屋、山家陣屋、園部城、亀岡陣屋                     |
| 丹後 | （空白） | （空白）                      | 峰山陣屋、舞鶴城、宮津城                                                             |
| 但馬 | 第四軍管 | ○豊岡                         | 出石城、村岡陣屋                                                                     |
| 因幡 | 第四軍管 | 鳥取城                        | （空白）                                                                             |
| 伯耆 | （空白） | （空白）                      | 米子城                                                                               |
| 出雲 | 第五軍管 | 松江城                        | 広瀬陣屋、母里陣屋                                                                   |
| 石見 | 第五軍管 | ○浜田                         | 津和野城                                                                             |
| 隠岐 | （空白） | （空白）                      | （空白）                                                                             |
| 播磨 | 第四軍管 | 姫路城                        | 明石城、三日月陣屋、林田陣屋、龍野城、安志陣屋、三草陣屋、山崎陣屋、小野陣屋、赤穂城 |
| 美作 | （空白） | （空白）                      | 津山城、真島城                                                                       |
| 備前 | 第四軍管 | 岡山城                        | （空白）                                                                             |
| 備中 | （空白） | （空白）                      | 浅尾陣屋、成羽陣屋、足守陣屋、庭瀬城、高梁城、新見陣屋、岡田陣屋、鴨方陣屋           |
| 備後 | （空白） | （空白）                      | 福山城                                                                               |
| 安芸 | 第五軍管 | 広島城                        | （空白）                                                                             |
| 周防 | 第五軍管 | 山口城                        | 岩国城、徳山陣屋                                                                     |
| 長門 | （空白） | （空白）                      | 清末陣屋、豊浦城、萩城                                                               |
| 紀伊 | 第四軍管 | 和歌山城                      | 田辺城、新宮城                                                                       |
| 淡路 | （空白） | （空白）                      | 洲本城                                                                               |
| 阿波 | 第五軍管 | 徳島城                        | （空白）                                                                             |
| 讃岐 | 第五軍管 | 丸亀城、高松城                | 多度津陣屋                                                                           |
| 伊予 | 第五軍管 | 松山城、宇和島城              | 西条陣屋、小松陣屋、新谷陣屋、大洲城、伊予吉田陣屋                                   |
| 土佐 | 第五軍管 | ○須崎浦                       | （空白）                                                                             |
| 筑前 | 第六軍管 | 福岡城                        | 秋月城                                                                               |
| 筑後 | （空白） | （空白）                      | 久留米城、柳川城、三池陣屋                                                           |
| 豊前 | 第六軍管 | 小倉城                        | 中津城、千束陣屋、豊津陣屋                                                           |
| 豊後 | 第六軍管 | ○千歳                         | 佐伯城、府内城、臼杵城、岡城、杵築城、日出城、森陣屋                                 |
| 肥前 | 第六軍管 | ○長崎                         | 唐津城、島原城、諫早陣屋、大村城、平戸城、鹿島城、小城陣屋、佐賀城、蓮池城、福江城   |
| 肥後 | 第六軍管 | 熊本城                        | 八代城、宇土陣屋、人吉城                                                             |
| 日向 | 第六軍管 | 飫肥城                        | 高鍋城、延岡城、佐土原城                                                             |
| 大隅 | （空白） | （空白）                      | （空白）                                                                             |
| 薩摩 | 第六軍管 | 鹿児島城                      | （空白）                                                                             |
| 壱岐 | （空白） | （空白）                      | 武生水陣屋                                                                           |
| 対馬 | 第六軍管 | 厳原城                        | （空白）                                                                             |
| 琉球 | 第六軍管 | 首里城                        | （空白）                                                                             |

## 記載されていない城郭
藩庁などとして使用され幕末まで残っていた城郭/陣屋の中でも、純粋な記載漏れ、廃城令以前に破却が進んでいたり焼失し廃城と見做されていたもの、廃城令以前に管轄の争いがあったり府県等に管轄が移管され陸軍省の管轄を離れたなどの理由で廃城令に記載されていないものがある。
太字城は天守や御殿が現存するもの。 斜体城 は天守等の主要な建造物が第二次世界大戦で焼失したもの。
| 国名 | 城/陣屋  | 備考 |
| ---- | -------- | --- |
| 渡島 | 松前城   | 1873年（明治6年）2月28日、開拓次官 黒田清隆が正院に大蔵省管轄の松前城を開拓しへ移管することを申し出た。その際、大蔵省官員の渋沢栄一は「松前城ノ儀ハ先般当省管轄被仰付候旧城地第二号中記載ハ無之候ヘトモ第一号存城ノ内ニ不相見候ヘハ即チ当省管轄ト相心得候テ可然」（松前城は第二号には記載はないが第一号存城にも記載がないため大蔵省の管轄と考えるのが自然）とし、開拓使への移管に同意した。                                |
| 渡島 | 五稜郭   | 廃城令時点では開拓使の管轄であったが、1873年（明治6年）12月の太政官達により、陸軍省所管の存城と同様の処分となった。 |
| 陸奥 | 弘前城   | 存城への記載がないが、1876年（明治9年）2月27日に陸軍省の提出した「城砦周囲等防御線内土役工作等ノ儀地方官ェ通達相成度旨伺」に記載があり陸軍省の管轄となっており第一号存城と見做せる。 |
| 岩代 | 猪苗代城 | 戊辰戦争で焼失し既に廃城と見做されていた。 |
| 信濃 | 上田城   | 陸軍省達（明治6年2月15日）において第一号存城に追加指定。 |
| 上野 | 前橋城   | 既に群馬県に管轄が移管。 |
| 加賀 | 小松城   | 1865年（慶応元年）時点で金沢藩は廃城準備を進めており、既に無主かつ既に荒廃著しかった小松城の三の丸に1872年（明治5年）小松懲役所が設置し懲役の労役として城の取り壊しが行われていた。そのため、1873年（明治6年）の廃城令の出される前に破却が進んでいた。 |
| 伊予 | 今治城   | 1869年（明治2年）に破却済。 |
| 土佐 | 高知城   | 1872年（明治5年）8月19日、陸軍省は正院に高知城に配兵の予定があると管轄を申し出たが、大蔵省は城郭全体は必要ないとして必要な部分を明示して申し出よと主張した。結局、陸軍省は鎮台配置を決定の上で再度申し出ることとなった。廃城令以前から帰属をめぐって陸軍省と大蔵省で対立していたため、存廃決定の対象外とされた。しかし、結局、陸軍省は廃城令後も高知城については移管の申し出をしなかったため大蔵省所管のまま廃城となった。 |